# Старотумбагушевский сельсовет
Старотумбагушевский сельсовет — муниципальное образование в Шаранском районе Башкортостана.
Согласно Закону о границах, статусе и административных центрах муниципальных образований в Республике Башкортостан имеет статус сельского поселения.

## География
Старотумбагушевский сельсовет граничит с Мичуринским, Писаревским, Шаранским и Акбарисовским сельсоветами.

## Население
| 2002 | 2009 | 2010 | 2012 | 2013 | 2014 | 2015 |
| ---- | ---- | ---- | ---- | ---- | ---- | ---- |
| 909  | ↗944 | ↘789 | ↘758 | ↘743 | ↘730 | ↘719 |
| 2016 | 2017 | 2018 |      |      |      |      |
| ↗739 | ↗740 | ↘717 |      |      |      |      |

## Состав
В состав сельсовета входят 8 населённых пунктов:
- д. Елань-Елга,
- д. Каразыбаш,
- д. Новая Сбродовка,
- д. Новотумбагушево,
- д. Новый Кичкиняш,
- д. Старотумбагушево,
- д. Старый Кичкиняш,
- д. Темяково.